# 2. Wasserball-Liga 2014/15
Die Saison 2014/15 der 2. Wasserball-Liga war die neunte Spielzeit der zweithöchsten deutschen Spielklasse im Wasserball als viergleisige Liga (Nord, Ost, West und Süd).
Meister wurden im Norden Poseidon Hamburg, im Osten die U19-Auswahl, im Westen der Duisburger SV 98 und im Süden der SC Wasserfreunde Fulda.
In der Aufstiegsrunde setzten sich die Meister Duisburger SV 98 (West) und SC Wasserfreunde Fulda (Süd) gegen Poseidon Hamburg (Nord) und den dritten aus dem Osten der SGW Brandenburg durch und stiegen nach einem Jahr wieder in die Deutsche Wasserball-Liga auf.

## Nord
Im Norden wurde in der Vorrunde im Modus „Jeder gegen Jeden“ in einer Hin- und einer Rückrunde gespielt. Danach stiegen die drei Bundesliga-Zweitvertretungen aus und die restlichen vier Mannschaften zogen in die Meisterrunde ein, wobei die erreichten Punkte aus der Vorrunde übernommen wurden. In dieser sicherte sich Poseidon Hamburg den Norddeutschen Meistertitel. In der Aufstiegsrunde zur Deutschen Wasserball-Liga belegte Hamburg den vierten Platz und verpasste den Aufstieg ins Oberhaus. Die Zweitvertretung der SpVg Laatzen und der Hamburger Turnerbund von 1862 zogen sich nach der Saison aus der 2. Wasserball-Liga Nord zurück.

### Vorrunde

#### Abschlusstabelle
| Pl. | Verein                        | Sp. | S | U | N  | Tore    | Diff. | Punkte |
| --- | ----------------------------- | --- | - | - | -- | ------- | ----- | ------ |
| 1.  | Poseidon Hamburg              | 12  | 9 | 3 | 0  | 160:820 | +78   | 21:30  |
| 2.  | White Sharks Hannover II      | 12  | 8 | 2 | 2  | 171:110 | +61   | 18:60  |
| 3.  | Hellas 1899 Hildesheim        | 12  | 7 | 3 | 2  | 158:101 | +57   | 17:70  |
| 4.  | Waspo 98 Hannover II          | 12  | 6 | 1 | 5  | 126:930 | +33   | 13:11  |
| 5.  | HSG Warnemünde (N)            | 12  | 4 | 0 | 8  | 097:156 | −59   | 08:16  |
| 6.  | SpVg Laatzen II               | 12  | 2 | 1 | 9  | 121:128 | −7    | 05:19  |
| 7.  | Hamburger Turnerbund von 1862 | 12  | 1 | 0 | 11 | 067:230 | −163  | 02:22  |

 Rückzug nach der Saison aus der 2. Wasserball-Liga Nord 
 (N) Aufsteiger aus der Oberliga

#### Kreuztabelle
Die Kreuztabelle stellt die Ergebnisse aller Spiele dieser Saison dar. Die Heimmannschaft ist in der linken Spalte aufgelistet und die Gastmannschaft in der obersten Reihe.
| Vorrunde 29. November 2014 – 2. Mai 2015 | Vorrunde 29. November 2014 – 2. Mai 2015 | Poseidon Hamburg | White Sharks Hannover II | Hellas 1899 Hildesheim | Waspo 98 Hannover II | HSG   | SpVg Laatzen II | Hamburger Turnerbund von 1862 |
| ---------------------------------------- | ---------------------------------------- | ---------------- | ------------------------ | ---------------------- | -------------------- | ----- | --------------- | ----------------------------- |
| 01.                                      | Poseidon Hamburg                         |                  | 8:8                      | 9:9                    | 9:7                  | 21:40 | 14:70           | 17:20                         |
| 02.                                      | White Sharks Hannover II                 | 12:13            |                          | 13:12                  | 16:11                | 13:60 | 11:90           | 21:60                         |
| 03.                                      | Hellas 1899 Hildesheim                   | 8:8              | 12:12                    |                        | 11:10                | 21:80 | 12:70           | 30:60                         |
| 04.                                      | Waspo 98 Hannover II                     | 6:7              | 11:90                    | 7:6                    |                      | 13:00 | 13:10           | 17:20                         |
| 05.                                      | HSG Warnemünde                           | 07:15            | 10:16                    | 07:11                  | [ NV 1 ]             |       | 11:10           | 20:60                         |
| 06.                                      | SpVg Laatzen II                          | 7:9              | 04:13                    | 10:15                  | 10:10                | 21:40 |                 | 19:80                         |
| 07.                                      | Hamburger Turnerbund von 1862            | 05:30            | 08:27                    | 04:11                  | 03:21                | 09:10 | 8:7             |                               |

1. ↑   HSG Warnemünde – Waspo 98 Hannover II (10. Spieltag); Wertung 2:0 Punkte und 10:0 Tore für Warnemünde, Hannover trat nicht an.

### Meisterrunde

#### Abschlusstabelle
| Pl. | Verein                        | Sp. | S  | U | N  | Tore    | Diff. | Punkte |
| --- | ----------------------------- | --- | -- | - | -- | ------- | ----- | ------ |
| 1.  | Poseidon Hamburg              | 18  | 15 | 3 | 0  | 287:107 | +180  | 33:30  |
| 2.  | Hellas 1899 Hildesheim        | 18  | 11 | 3 | 4  | 222:135 | +87   | 25:11  |
| 3.  | HSG Warnemünde (N)            | 18  | 6  | 0 | 12 | 149:247 | −98   | 12:24  |
| 4.  | Hamburger Turnerbund von 1862 | 18  | 1  | 0 | 17 | 093:349 | −256  | 02:34  |

 Norddeutscher Meister und Qualifikant für die Aufstiegsrunde zur DWL 
  Rückzug nach der Saison aus der 2. Wasserball-Liga Nord 
 (N) Aufsteiger aus der Oberliga

#### Kreuztabelle
Die Kreuztabelle stellt die Ergebnisse aller Spiele dieser Saison dar. Die Heimmannschaft ist in der linken Spalte aufgelistet und die Gastmannschaft in der obersten Reihe.
| Meisterrunde 7. Mai 2015 – 27. Juni 2015 | Meisterrunde 7. Mai 2015 – 27. Juni 2015 | Poseidon Hamburg | Hellas 1899 Hildesheim | HSG   | Hamburger Turnerbund von 1862 |
| ---------------------------------------- | ---------------------------------------- | ---------------- | ---------------------- | ----- | ----------------------------- |
| 01.                                      | Poseidon Hamburg                         |                  | 13:50                  | 27:40 | 30:30                         |
| 02.                                      | Hellas 1899 Hildesheim                   | 5:8              |                        | 12:40 | [ NM 1 ]                      |
| 03.                                      | HSG Warnemünde                           | 05:21            | 06:14                  |       | 13:90                         |
| 04.                                      | Hamburger Turnerbund von 1862            | 03:28            | 03:18                  | 08:20 |                               |

1. ↑   Hellas 1899 Hildesheim – Hamburger Turnerbund von 1862 (4. Spieltag); Wertung 2:0 Punkte und 10:0 Tore für Hildesheim, Hamburg trat nicht an.

## Ost
Im Osten wurde der Meister im Modus „Jeder gegen Jeden“ in einer Hin- und einer Rückrunde ermittelt. Den Titel sicherte sich die U19-Auswahl der Landesgruppe Ost vor dem Titelverteidiger der tschechischen Gastmannschaft von Stepp Praha. Da beide Mannschaften nicht aufstiegsberechtigt waren, nahm der Dritte die SGW Brandenburg an der Aufstiegsrunde zur Deutschen Wasserball-Liga teil. In dieser belegten sie den dritten Platz und verpassten den Aufstieg ins Oberhaus.

### Abschlusstabelle
| Pl. | Verein                     | Sp. | S  | U | N  | Tore    | Diff. | Punkte |
| --- | -------------------------- | --- | -- | - | -- | ------- | ----- | ------ |
| 1.  | U19-Auswahl (N)            | 16  | 15 | 0 | 1  | 210:124 | +86   | 30:20  |
| 2.  | Stepp Praha (M)            | 16  | 14 | 0 | 2  | 201:124 | +77   | 28:40  |
| 3.  | SGW Brandenburg            | 16  | 12 | 1 | 3  | 246:154 | +92   | 25:70  |
| 4.  | Wasserball-Union Magdeburg | 16  | 7  | 1 | 8  | 141:140 | +1    | 15:17  |
| 5.  | SGW Dresden                | 16  | 7  | 1 | 8  | 141:149 | −8    | 15:17  |
| 6.  | SG Schöneberg Berlin (N)   | 16  | 6  | 2 | 8  | 139:165 | −26   | 14:18  |
| 7.  | SV Zwickau 04              | 16  | 4  | 1 | 11 | 137:191 | −54   | 09:23  |
| 8.  | HSG TH Leipzig             | 16  | 3  | 0 | 13 | 119:186 | −67   | 06:26  |
| 9.  | SC Chemnitz 1892           | 16  | 1  | 0 | 15 | 096:197 | −101  | 02:30  |

 Ostdeutscher Meister 
  Qualifikant für die Aufstiegsrunde zur DWL 
 (M) Ostdeutscher Meister der Vorsaison 
 (N) Aufsteiger aus der Verbandsliga Berlin bzw. Eingliederung der U19-Auswahl

### Kreuztabelle
Die Kreuztabelle stellt die Ergebnisse aller Spiele dieser Saison dar. Die Heimmannschaft ist in der linken Spalte aufgelistet und die Gastmannschaft in der obersten Reihe.
| Ost 8. November 2014 – 14. Juni 2015 | Ost 8. November 2014 – 14. Juni 2015 | U19   | Praha | BRB   | Wasserball-Union Magdeburg | DD    | SGS   | SV Zwickau 04 | HSG TH Leipzig | SC Chemnitz 1892 |
| ------------------------------------ | ------------------------------------ | ----- | ----- | ----- | -------------------------- | ----- | ----- | ------------- | -------------- | ---------------- |
| 01.                                  | U19-Auswahl                          |       | 12:90 | 13:15 | 13:50                      | 15:90 | 15:80 | 21:60         | 16:80          | 13:30            |
| 02.                                  | Stepp Praha                          | 08:12 |       | 14:11 | 12:10                      | 9:4   | 14:70 | 10:70         | 20:50          | 15:60            |
| 03.                                  | SGW Brandenburg                      | 15:16 | 08:11 |       | 17:80                      | 13:90 | 19:60 | 21:60         | 15:90          | 28:50            |
| 04.                                  | Wasserball-Union Magdeburg           | 07:12 | 08:10 | 04:10 |                            | 7:7   | 10:60 | 11:80         | 10:50          | 12:80            |
| 05.                                  | SGW Dresden                          | 05:11 | 09:11 | 06:12 | 06:10                      |       | 08:11 | 15:70         | 12:80          | 5:1              |
| 06.                                  | SG Schöneberg Berlin                 | 3:6   | 07:15 | 11:11 | 8:7                        | 12:15 |       | 10:90         | 12:20          | 11:70            |
| 07.                                  | SV Zwickau 04                        | 11:12 | 11:14 | 15:21 | 3:9                        | 09:11 | 12:12 |               | 9:8            | 9:6              |
| 08.                                  | HSG TH Leipzig                       | 04:11 | 02:12 | 12:17 | 9:8                        | 07:10 | 10:90 | 6:8           |                | 15:70            |
| 09.                                  | SC Chemnitz 1892                     | 08:12 | 05:17 | 09:13 | 06:15                      | 06:10 | 4:7   | 5:6           | 10:90          |                  |

## West
Im Westen wurde der Meister im Modus „Jeder gegen Jeden“ in einer Hin- und einer Rückrunde ermittelt. Den Titel sicherte sich Bundesligaabsteiger Duisburger SV 98, vor dem Titelverteidiger der Zweitvertretung vom ASC Duisburg. In der Aufstiegsrunde zur Deutschen Wasserball-Liga belegte Duisburg den ersten Platz und kehrte nach einem Jahr ins Oberhaus zurück. Absteiger aus der 2. Wasserball-Liga West gab es in dieser Saison nicht.

### Abschlusstabelle
| Pl. | Verein                   | Sp. | S  | U | N  | Tore    | Diff. | Punkte |
| --- | ------------------------ | --- | -- | - | -- | ------- | ----- | ------ |
| 1.  | Duisburger SV 98 (A)     | 18  | 16 | 0 | 2  | 260:116 | +144  | 32:40  |
| 2.  | ASC Duisburg II (M)      | 18  | 16 | 0 | 2  | 232:134 | +98   | 32:40  |
| 3.  | Blau-Weiß Bochum (N)     | 18  | 12 | 1 | 5  | 217:141 | +76   | 25:11  |
| 4.  | Düsseldorfer SC 1898     | 18  | 9  | 3 | 6  | 190:172 | +18   | 21:15  |
| 5.  | SGW Solingen/Wuppertal   | 18  | 8  | 2 | 8  | 163:172 | −9    | 18:18  |
| 6.  | SV Bayer Uerdingen 08 II | 18  | 8  | 0 | 10 | 153:164 | −11   | 16:20  |
| 7.  | SV Krefeld 72 II         | 18  | 6  | 1 | 11 | 150:176 | −26   | 13:23  |
| 8.  | SGW Köln                 | 18  | 5  | 0 | 13 | 140:169 | −29   | 10:26  |
| 9.  | SV Lünen 08              | 18  | 3  | 1 | 14 | 124:223 | −99   | 07:29  |
| 10. | SV Rheinhausen           | 18  | 3  | 0 | 15 | 090:252 | −162  | 06:30  |

 Westdeutscher Meister und Qualifikant für die Aufstiegsrunde zur DWL 
 (M) Westdeutscher Meister der Vorsaison 
 (A) Absteiger aus der Deutschen Wasserball-Liga 
 (N) Aufsteiger aus der Oberliga

### Kreuztabelle
Die Kreuztabelle stellt die Ergebnisse aller Spiele dieser Saison dar. Die Heimmannschaft ist in der linken Spalte aufgelistet und die Gastmannschaft in der obersten Reihe.
| West 15. November 2014 – 17. Juni 2015 | West 15. November 2014 – 17. Juni 2015 | Duisburger SV 98 | ASC Duisburg II | Blau-Weiß Bochum | DSC   | SGW Solingen/Wuppertal | SV Bayer Uerdingen 08 II | SV Krefeld 72 II | Köln  | SV Lünen 08 | SV Rheinhausen |
| -------------------------------------- | -------------------------------------- | ---------------- | --------------- | ---------------- | ----- | ---------------------- | ------------------------ | ---------------- | ----- | ----------- | -------------- |
| 01.                                    | Duisburger SV 98                       |                  | 11:12           | 11:90            | 16:60 | 22:50                  | 9:4                      | 12:50            | 19:40 | 16:20       | 25:10          |
| 02.                                    | ASC Duisburg II                        | 11:60            |                 | 16:13            | 11:40 | 9:5                    | 9:6                      | 12:11            | 15:20 | 20:70       | 19:80          |
| 03.                                    | Blau-Weiß Bochum                       | 10:11            | 07:13           |                  | 10:70 | 10:50                  | 12:30                    | 13:20            | 15:80 | 13:30       | 22:20          |
| 04.                                    | Düsseldorfer SC 1898                   | 6:9              | 08:16           | 13:10            |       | 8:8                    | 11:10                    | 10:90            | 16:90 | 13:50       | 28:70          |
| 05.                                    | SGW Solingen/Wuppertal                 | 11:20            | 12:10           | 6:8              | 7:7   |                        | 10:11                    | 9:8              | 7:9   | 12:60       | 10:80          |
| 06.                                    | SV Bayer Uerdingen 08 II               | 08:15            | 09:10           | 08:13            | 6:8   | 12:60                  |                          | 7:8              | 11:90 | 9:5         | 10:60          |
| 07.                                    | SV Krefeld 72 II                       | 08:14            | 07:15           | 11:11            | 12:90 | 09:10                  | 3:8                      |                  | 12:80 | 11:60       | 7:3            |
| 08.                                    | SGW Köln                               | 08:13            | 06:11           | 08:10            | 4:8   | 6:9                    | 09:10                    | [ W 1 ]          |       | 11:30       | 2:4            |
| 09.                                    | SV Lünen 08                            | 06:21            | 05:17           | 09:13            | 15:15 | 8:9                    | 13:10                    | 13:80            | 04:11 |             | 7:6            |
| 10.                                    | SV Rheinhausen                         | [ W 2 ]          | 7:6             | 0518             | 08:13 | 01:22                  | 08:11                    | 06:19            | 02:16 | 8:7         |                |

1. ↑   SGW Köln – SV Krefeld 72 II ; Wertung 2:0 Punkte und 10:0 Tore für Köln, Krefeld trat nicht an.
2. ↑   SV Rheinhausen – Duisburger SV 98 ; Wertung 2:0 Punkte und 10:0 Tore für Duisburg, Rheinhausen trat nicht an.

## Süd
Im Süden wurde der Meister im Modus „Jeder gegen Jeden“ in einer Hin- und einer Rückrunde ermittelt. Den Titel sicherte sich der Bundesligaabsteiger SC Wasserfreunde Fulda. In der Aufstiegsrunde zur Deutschen Wasserball-Liga belegte Fulda den zweiten Platz und kehrte nach einem Jahr ins Oberhaus zurück. Absteiger aus der 2. Wasserball-Liga Süd gab es in dieser Saison nicht.

### Abschlusstabelle
| Pl. | Verein                     | Sp. | S  | U | N  | Tore    | Diff. | Punkte |
| --- | -------------------------- | --- | -- | - | -- | ------- | ----- | ------ |
| 1.  | SC Wasserfreunde Fulda (A) | 16  | 15 | 0 | 1  | 272:130 | +142  | 30:20  |
| 2.  | SG Stadtwerke München      | 16  | 13 | 1 | 2  | 160:114 | +46   | 27:50  |
| 3.  | SV Würzburg 05             | 16  | 11 | 0 | 5  | 200:143 | +57   | 22:10  |
| 4.  | SV Ludwigsburg 08          | 16  | 9  | 0 | 7  | 196:150 | +46   | 18:14  |
| 5.  | 1. BSC Pforzheim           | 16  | 8  | 1 | 7  | 148:140 | +8    | 17:15  |
| 6.  | WSV Vorwärts Ludwigshafen  | 16  | 7  | 0 | 9  | 176:184 | −8    | 14:18  |
| 7.  | VfB Friedberg              | 16  | 5  | 0 | 11 | 135:186 | −51   | 10:22  |
| 8.  | Erster Frankfurter SC      | 16  | 3  | 0 | 13 | 102:207 | −105  | 06:26  |
| 9.  | WV Darmstadt 70            | 16  | 0  | 0 | 16 | 090:225 | −135  | 0:32   |

 Süddeutscher Meister und Qualifikant für die Aufstiegsrunde zur DWL 
 (A) Absteiger aus der Deutschen Wasserball-Liga

### Kreuztabelle
Die Kreuztabelle stellt die Ergebnisse aller Spiele dieser Saison dar. Die Heimmannschaft ist in der linken Spalte aufgelistet und die Gastmannschaft in der obersten Reihe.
| Süd 15. November 2014 – 27. Juni 2015 | Süd 15. November 2014 – 27. Juni 2015 | SC Wasserfreunde Fulda | SG Stadtwerke München | SV Würzburg 05 | SV Ludwigsburg 08 | PFO   | WSV   | VfB Friedberg | Erster Frankfurter SC | WV Darmstadt 70 |
| ------------------------------------- | ------------------------------------- | ---------------------- | --------------------- | -------------- | ----------------- | ----- | ----- | ------------- | --------------------- | --------------- |
| 01.                                   | SC Wasserfreunde Fulda                |                        | 9:2                   | 16:13          | 13:70             | 17:80 | 17:11 | 22:12         | 21:70                 | 20:50           |
| 02.                                   | SG Stadtwerke München                 | 9:8                    |                       | 12:80          | 6:5               | 10:20 | 12:11 | 12:60         | 9:6                   | 22:30           |
| 03.                                   | SV Würzburg 05                        | 09:12                  | 7:6                   |                | 11:90             | 13:80 | 13:30 | 23:70         | 14:60                 | 24:40           |
| 04.                                   | SV Ludwigsburg 08                     | 14:15                  | 12:13                 | 18:50          |                   | 11:40 | 10:70 | 22:80         | 15:90                 | 17:90           |
| 05.                                   | 1. BSC Pforzheim                      | 10:17                  | 7:7                   | 11:17          | 11:70             |       | 9:8   | 8:3           | 19:20                 | 17:60           |
| 06.                                   | WSV Vorwärts Ludwigshafen             | 09:20                  | 13:14                 | 15:12          | 15:14             | 9:8   |       | 11:80         | 15:90                 | 19:50           |
| 07.                                   | VfB Friedberg                         | 08:17                  | 6:9                   | 7:9            | 09:10             | 3:8   | 14:10 |               | 7:4                   | 19:13           |
| 08.                                   | Erster Frankfurter SC                 | 02:27                  | 6:9                   | 05:14          | 10:17             | 7:8   | 10:90 | 04:12         |                       | 7:4             |
| 09.                                   | WV Darmstadt 70                       | 04:21                  | 5:8                   | 4:8            | 5:8               | 03:10 | 09:11 | 4:6           | 7:8                   |                 |

## Aufstiegsrunde in  Brandenburg an der Havel
In der Aufstiegsrunde zur Deutschen Wasserball-Liga (DWL) im Brandenburger Marienbad trafen die Meister der Liga Nord (Poseidon Hamburg), West (Duisburger SV 98) und Süd (SC Wasserfreunde Fulda), sowie der Dritte aus dem Osten der gastgebende (SGW Brandenburg) aufeinander. In dieser gelang Duisburg und Fulda der sofortige Wiederaufstieg in die DWL.

### Spiele
| Datum                |                        | Ergebnis |                        |
| -------------------- | ---------------------- | -------- | ---------------------- |
| Sa 04.07., 18:30 Uhr | Duisburger SV 98       | 10:80    | SC Wasserfreunde Fulda |
| Sa 04.07., 20:15 Uhr | SGW Brandenburg        | 12:11    | Poseidon Hamburg       |
| So 05.07., 09:30 Uhr | Duisburger SV 98       | 9:7      | Poseidon Hamburg       |
| So 05.07., 11:30 Uhr | SGW Brandenburg        | 11:12    | SC Wasserfreunde Fulda |
| So 05.07., 14:00 Uhr | SC Wasserfreunde Fulda | 12:12    | Poseidon Hamburg       |
| So 05.07., 16:00 Uhr | Duisburger SV 98       | 16:90    | SGW Brandenburg        |

### Abschlusstabelle
| Pl. | Verein                 | Sp. | S | U | N | Tore    | Diff. | Punkte |
| --- | ---------------------- | --- | - | - | - | ------- | ----- | ------ |
| 1.  | Duisburger SV 98       | 3   | 3 | 0 | 0 | 035:240 | +11   | 06:0   |
| 2.  | SC Wasserfreunde Fulda | 3   | 1 | 1 | 1 | 032:330 | −1    | 03:30  |
| 3.  | SGW Brandenburg        | 3   | 1 | 0 | 2 | 032:390 | −7    | 02:40  |
| 4.  | Poseidon Hamburg       | 3   | 0 | 1 | 2 | 030:330 | −3    | 01:50  |

 Aufsteiger in die Deutsche Wasserball-Liga